# Лайтфут, Джон
Джон Ла́йтфут (англ. John Lightfoot; 1602—1675) — священник, в своё время знаменитый английский гебраист.
Написал: «Erubishin, or Miscellanies, Christian and Judaical» (Лондон, 1629), «Observations upon the Book of Genesis» (1642) и др. Его главный труд: «Horae Hebraicae et Talmudicae» (на латинском языке, 1675—1679; на английском — 1859) — комментарий к большей части книг Нового Завета.